# Johnny Test
Johnny Test is een Amerikaanse tekenfilmserie van Warner Bros. In Nederland en België werd deze uitgezonden op Nickelodeon & Disney XD en vanaf 14 mei 2012 ook op Cartoon Network. Internationaal is de serie te zien op Teletoon, Cartoon Network, Disney XD en Nickelodeon.
De serie heeft eenzelfde visuele stijl en grapdichtheid als series zoals The Fairly OddParents, Dexter's Laboratory en Johnny Bravo.

## Plot
De serie draait om Johnny, een 11-jarige jongen die samen met zijn zussen, genaamd "Susan" en "Mary" bij zijn ouders woont. Susan en Mary verzinnen constant de meest extreme experimenten in de hoop het hart van hun buurjongen, genaamd "Gill" te veroveren. Experimenten die ze natuurlijk eerst op hun jongere broertje uitproberen. Johnny's grote vriend is de genetisch geconstrueerde pratende super hond Dukey. Johnny en Dukey gaan graag samen op pad, ook al houdt dat in dat Dukey zich moet verkleden als gewoon jongetje om niet te veel op te vallen tijdens hun avonturen. Johnny's gezworen vijand "Eugene", die liever "Bling-Bling Boy" genoemd wil worden, heeft er alles voor over om een date te krijgen met Johnny's zus Susan. Andere aartsrivalen zijn onder meer de "Extreme Jongens", die alles wat extreem is te gek vinden, en de Mollenkoning, die nogal slecht tegen licht kan.

## Productie
Johnny Test werd bedacht door uitvoerend producer Scott Fellows, die eerder de serie Ned's Declassified School Survival Guide bedacht en schrijver was voor The Fairly OddParents. De serie ging in première op Kids' WB op 17 september 2005.
De serie werd ingeluid met een pilotaflevering geproduceerd door Warner Bros. Animation, Cookie Jar Entertainment, Teletoon Originals Productions, Collideascope Digital Productions, Studio B Productions en Top Draw Animation. Fellows baseerde Johnny grotendeels op zichzelf. Producer Chris Savino introduceerde in de serie enkele elementen uit Dexter's Laboratory.
Het gehele eerste seizoen werd ook geproduceerd door Warner Bros. Animation, met hulp van de Canadese animatiestudio’s Studio B Productions en Top Draw Animation. De fusie van UPN en The WB tot The CW resulteerde in een grote korting op het budget van de serie, waarna de serie tijdelijk werd stopgezet. Cookie Jar Entertainment nam de productie van de serie over met zijn eigen team van schrijvers en tekenaars. Wel werd de serie nog steeds tegen een laag budget getekend in Adobe Flash.

## Personages
Jonathan "Johnny" TestDe protagonist van de serie. Hij is een avontuurlijke maar ook vaak narcistische en niet gerespecteerde 11-jarige jongen. Hij valt op door zijn blonde haar met rode uitsteeksels. Hij is hyperactief en werkt doorgaans vrijwillig mee aan de plannen van zijn zussen, maar stelt hier vaak wel een wederdienst tegenover. Soms rommelt hij echter buiten hun weten om met hun uitvindingen. Door een van de uitvindingen van zijn zussen heeft hij superkrachten gekregen, welke hij soms gebruikt om de held "Johnny X" te worden. Johnny haat school en hard werken, maar houdt van videospellen.
DukeyJohnny’s hond, die door Susan en Mary’s toedoen kan praten en andere menselijke trekjes heeft gekregen. Tevens beschikt hij over kung fu-vaardigheden en heeft hij net als Johnny een superheld alter-ego. Hoewel hij Johnny overal volgt, is hij het niet altijd met hem eens.
Susan en Mary TestJohnny’s 13-jaar oude zussen. Beide zijn wonderkinderen met een eigen laboratorium, waar ze de ene na de andere uitvinding doen. Vaak moet Johnny deze testen. Susan is de jongste van de twee. Ze heeft rood haar dat recht naar benden hangt. Mary heeft ook rood jaar, maar dan deels opgekruld. Beide zijn stapelverliefd op hun buurjongen Gil, maar elke poging om zijn aandacht te trekken mislukt.
Hugh en Lila TestDe ouders van Johnny, Susan en Mary. Hugh is een huisman die geobsedeerd is door het koken van gehaktbrood. Lila is een zakenvrouw.
Eugene "Bling-Bling Boy" HamiltonJohnny’s grootste tegenstander, maar af en toe ook bondgenoot. Eugene is een dikke, rijke jongen van ongeveer Johnny’s leeftijd. Zijn bijnaam dankt hij aan de vele juwelen die hij draagt. Hij is verliefd op Susan, maar zij ziet hem niet staan.
Meneer Zwart en meneer WitTwee geheim agenten, duidelijk een parodie op de Men in Black. Hun namen zijn ironisch bedoeld daar meneer Zwart een witte man is en meneer Wit een zwarte man. Ze komen geregeld met Johnny in aanraking door toedoen van Susan en Mary of een superschurk.
De generaalDe baas van meneer Wit en meneer Zwart. Hij kiest vaak voor extreme oplossingen voor problemen, ongeacht de mogelijke gevolgen voor hem en anderen.
Sissy BlakelyEen rivaal van Johnny. Ze heeft een oogje op Johnny, maar probeert dit altijd te verbergen door zich brutaal tegen hem op te stellen.
ZizrarDe koning van de molmensen; een ras van humanoïde mollen die onder de grond wonen. Hij probeert geregeld de bovenwereld te veroveren, maar kan niet tegen daglicht.
Brain FreezerEen superschurk die met behulp van een kanon en ijskoffie alles kan bevriezen.
Gil 'Vanhiernaast'De buurjongen van de familie Test. Mary en Susan zijn stapelverliefd op hem, maar hij ziet hen niet staan. Vaak lijkt hij zelfs niet te weten dat ze bestaan.

## Afleveringen
Van de serie zijn tot en met 2014 zes seizoenen gemaakt. In 2019 kwam er nog een online-seizoen bij. In 2020 werd een nieuwe serie opgenomen die in 2021 uitkwam op Netflix.

## Stemmen

### Engelse cast
- James Arnold Taylor - Johnny Test, Mr Mitens
- Louis Chirillo - Dukey, Meneer Leraar
- Maryke Hendrikse - Susan Test
- Brittney Wilson - Mary Test (seizoen 1 & 5)
- Ashleigh Ball - Mary Test (seizoen 2-4 & 6)
- Ian James Corlett - Hugh Test
- Scott McNeil - Meneer Wit, Bumper
- Bill Mondy - Meneer Zwart
- Kathleen Barr - Lila Test
- Andrew Francis - Gil
- Lee Tockar - Bling-Bling Boy, Generaal

### Nederlandse nasynchronisatie
- Jurjen van Loon - Johnny Test
- Ruben Lürsen - Dukey
- Lottie Hellingman of Nicolien van Doorn - Susan Test (seizoen 1-3)
- Anne-Marie Jung - Mary Test
- Jan Nonhof - Hugh Test (Dad) (seizoen 1-2), Generaal
- Alexander de Bruijn - Hugh Test (Dad) (seizoen 3)
- Hein van Beem - Mr Mitens
- Leo Richardson - Meneer Wit
- Marcel Jonker - Meneer Zwart
- Thijs van Aken - Meneer Leraar
- Thijs van Aken - Bumper
- Levi van Kempen - Gil
- Ajolt Elsakkers - Bling Bling Boy
- Kiki Koster - Kika Test

Andere stemmen werden gedaan door onder meer Hein van Beem en Louis van Beek, de titelsong door Rolf Koster.